# Pozzaglia Sabina
Pozzaglia Sabina ist eine Gemeinde mit 310 Einwohnern (Stand 31. Dezember 2023) in der Provinz Rieti in der italienischen Region Latium.

## Geographie
Pozzaglia liegt 71 km nordöstlich von Rom, 41 km südlich von Rieti und 42 km nordöstlich von Tivoli in den Sabiner Bergen zwischen den Tälern des Turano und des Farfa. Zur Gemeinde gehören die Ortsteile Montorio in Valle, Pietraforte und Pratarioni. Das Gemeindegebiet erstreckt sich über eine Höhendifferenz von 526 bis 1128 m s.l.m.
Pozzaglia Sabina ist Mitglied der Comunità Montana dei Monti Sabini. Die Gemeinde liegt in der Erdbebenzone 2 (mittel gefährdet).
Die Nachbargemeinden sind Ascrea, Castel di Tora, Colle di Tora, Collegiove, Orvinio, Paganico Sabino, Poggio Moiano, Scandriglia, Turania und Vivaro Romano (RM).

## Verkehr
Pozzagliao liegt an der Strada Stadale SS 314 Licinese die die Via Salaria SS 4 mit der Via Tiburtina Valeria SS 5 verbindet. Die nächste Autobahnauffahrt ist Vicovaro an der A24 Strada dei  Parchi in 28 km Entfernung.
Der nächste Bahnhof befindet sich in Arsoli an der Bahnstrecke Rom - Avezzano, in 22 km Entfernung.

## Bevölkerungsentwicklung
| Jahr      | 1861 | 1881 | 1901 | 1921 | 1936 | 1951 | 1971 | 1991 | 2001 |
| --------- | ---- | ---- | ---- | ---- | ---- | ---- | ---- | ---- | ---- |
| Einwohner | 1370 | 1494 | 1602 | 1692 | 1510 | 1389 | 979  | 553  | 411  |

Quelle: ISTAT

## Politik
Bruno Colio (Lista Civica: Cambiare Per Unire) wurde am 26. Mai 2019 zum Bürgermeister gewählt.

### Wappen
Auf silbernem Schild ein roter gemauerter Brunnen, darauf ein Hahn in natürlichen Farben. Der Tradition nach leitet sich der Ortsname von Pozzo Gallo her, was auf Deutsch Hahn-Brunnen bedeutet. Insofern handelt es sich um ein redendes Wappen.

## Persönlichkeiten
- Augustina Pietrantoni (1864–1894), Ordensschwester, Heilige der römisch-katholischen Kirche
- Nicola de Angelis (1939–2023), römisch-katholischer Bischof von Peterborough